# Erythronium revolutum
Erythronium revolutum es una especie de planta bulbosa perteneciente a la familia de las liliáceas,  es conocida con el nombre común de mahogany fawn lily, coast fawn lily, y pink fawn lily. 

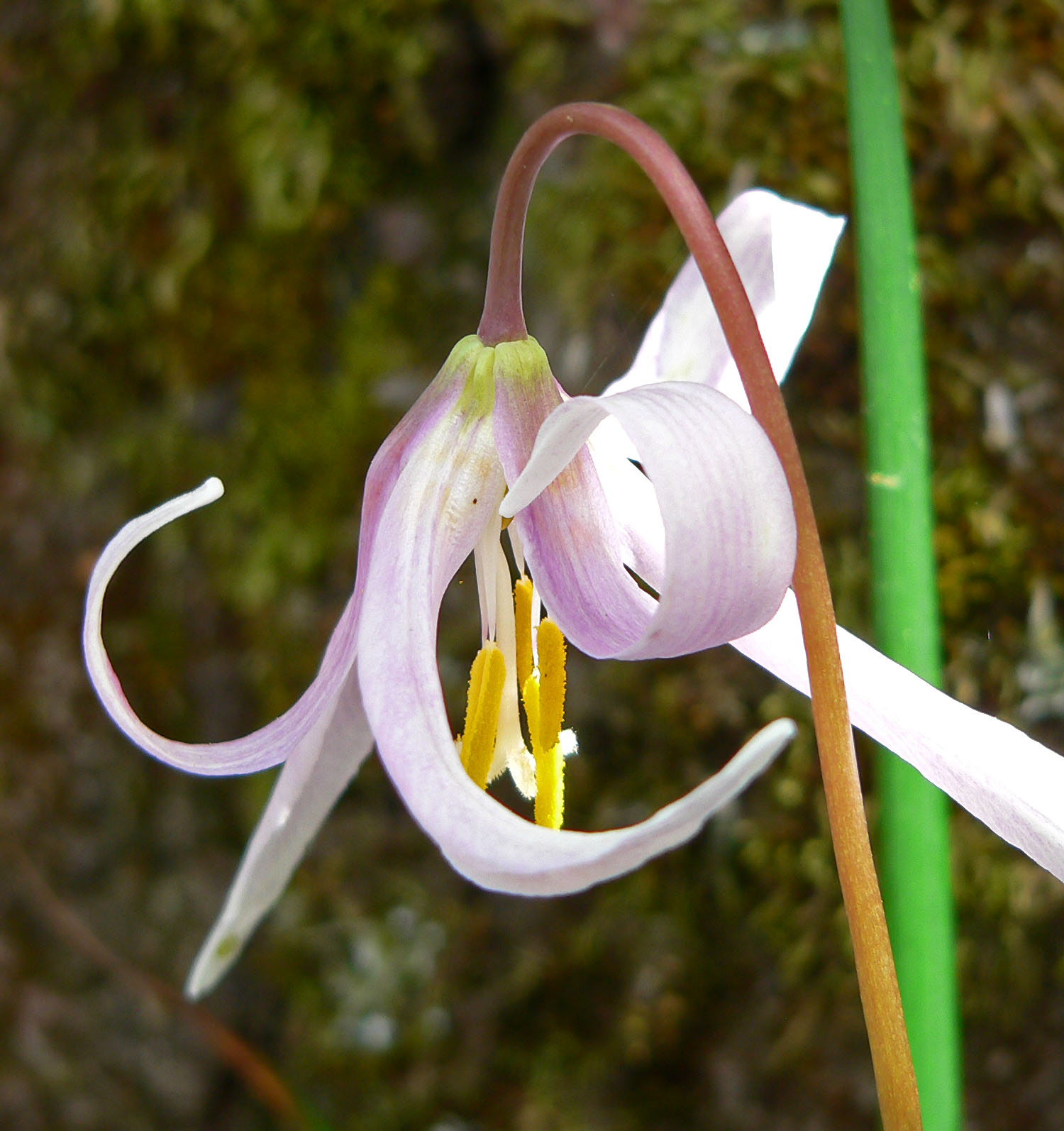
Detalle de la flor

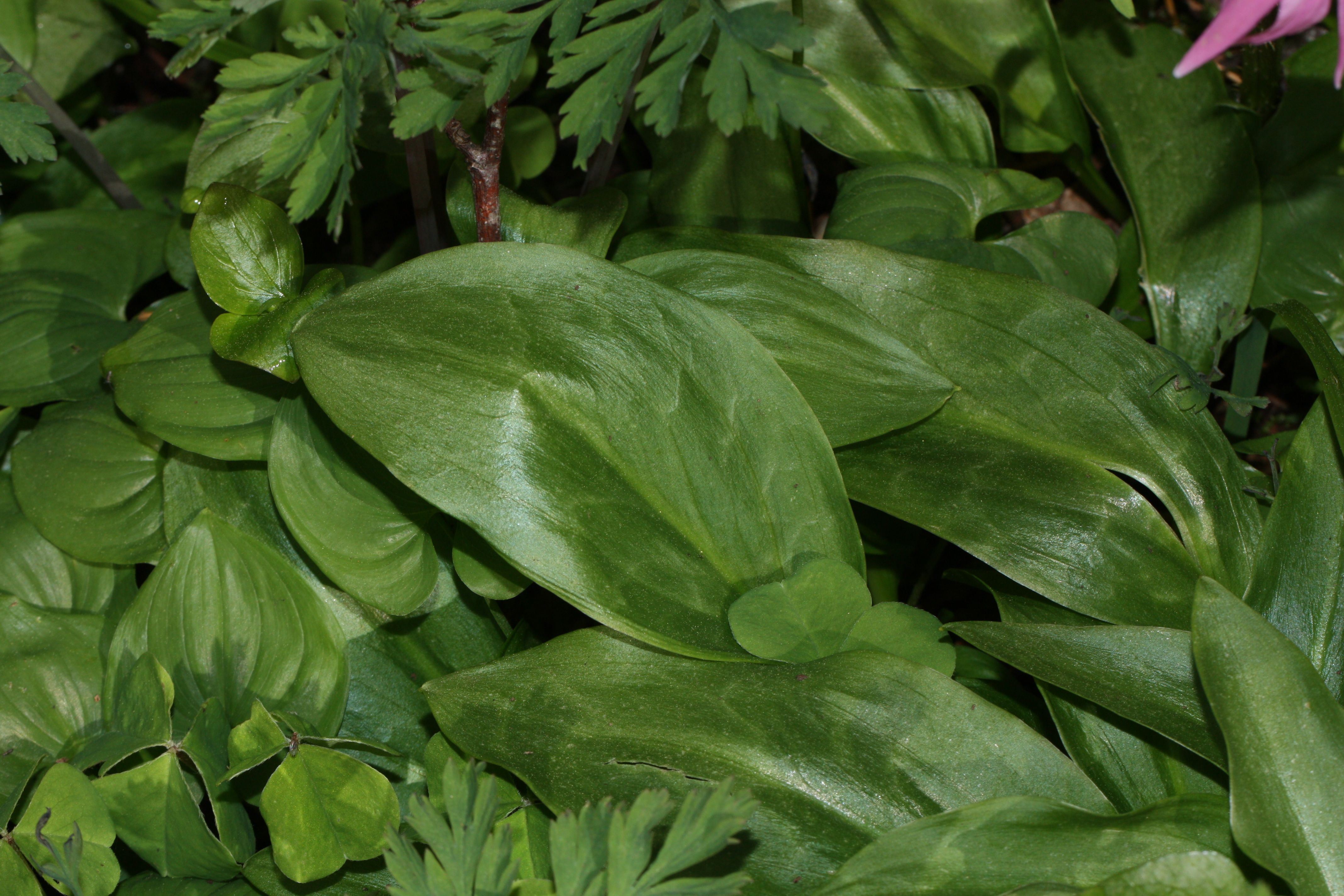
Detalle de las hojas

## Distribución y hábitat
Es originaria de la costa oeste de Norteamérica desde el norte de California a Columbia Británica. Es la más abundante dentro de 100 millas cercanas de la costa, y se encuentra en lugares húmedos, tales como arroyos, pantanos, y el sotobosque de bosques húmedos.

## Descripción
Esta planta silvestre crece de un bulbo de forma ovalada de 3 a 5 centímetros de largo y produce por lo general dos  hojas planas y anchas, moteadas de color verde, cerca del suelo. Tiene un tallo largo, desnudo que lleva una o dos flores de lirio llamativas.Tiene seis tépalos  en tonos de color rosa o púrpura claro que puede tener manchas amarillas o blancas hacia el centro de la flor. Los tépalos pueden ser rectos o curvados. Las anteras son de color amarillo brillante. El fruto es una cápsula de hasta 6 centímetros de largo.

## Taxonomía
Erythronium revolutum fue descrita por  James Edward Smith    y publicado en The Cyclopaedia; or, universal dictionary of arts, . . . 13: Erythronium no. 3. 1809.
Etimología
Erythronium: nombre genérico que  se refiere al color de las flores de algunas de sus especies de color rojo (del griego erythros = rojo), aunque también pueden ser de color amarillo  o blanco.
revolutum: epíteto latino que significa "revuelta hacia atrás".
Sinonimia
- Erythronium grandiflorum var. smithii Hook., Fl. Bor.-Amer. 2: 182 (1839).
- Erythronium smithii Orcutt, W. Amer. Sci. 7: 129 (1891).
- Erythronium johnsonii Bol., Erythea 3: 127 (1895).
- Erythronium revolutum var. johnsonii (Bol.) Purdy in L.H.Bailey, Cycl. Amer. Hort.: 548 (1900).[4]